# Dawn of the Black Hearts
Dawn of the Black Hearts är ett musikalbum med den norska black metal-gruppen Mayhem. Albumet, som släpptes 1995, innehåller bland annat gruppens legendariska spelning i Sarpsborg 1990. Mayhem bestod då av Dead (sång), Euronymous (gitarr), Necrobutcher (bas) och Hellhammer (trummor). Nämnas bör att ljudkvaliteten på livespelningarna är väldigt dålig, då skivan är en bootleg. Själva omslaget är mer beryktat än skivan i sig. Detta album är också en av världens mest eftertraktade black metal-skivor, och originalet finns i endast 300 exemplar.

## Layout
Albumets omslagsbild utgörs av ett fotografi av den döde sångaren Dead, som begick självmord genom att skära upp handlederna och skjuta sig i huvudet med ett avsågat hagelgevär i en liten stuga i Kråkstad den 8 april 1991. Gitarristen Euronymous påträffade Deads döda kropp strax efter självmordet och bland annat fotograferade det inträffade. Det påstås även att Euronymous tog vara på skallfragment från Dead.
Originalutgåvans omslagstext är tryckt med guldfärg och innehåller endast spåren från Sarpsborg. De senare kom till i och med CD-utgåvan. Uppgifterna är också felaktiga då Mayhem ej vid den tiden spelat i Lillehammer utan låtmaterialet är i själva verket taget från en spelning i Ski.
Skivans inlaga innehåller bland annat en redogörelse för Deads självmord och en ingående beskrivning av den syn som mötte Euronymous i stugan i Kråkstad. Inlagan har även en överkorsad bild på Varg Vikernes med texten "Anti Grishnackh 001 – Kill Burzum Now".

## Låtlista

### Live in Sarpsborg 1990
| Nr           | Titel                   | Längd |
| ------------ | ----------------------- | ----- |
| 1.           | Deathcrush              | 3:36  |
| 2.           | Necrolust               | 4:19  |
| 3.           | Funeral Fog             | 6:38  |
| 4.           | Freezing Moon           | 6:06  |
| 5.           | Carnage                 | 4:18  |
| 6.           | Buried by Time and Dust | 5:46  |
| 7.           | Chainsaw Gutsfuck       | 3:59  |
| 8.           | Pure Fucking Armageddon | 3:15  |
| Total längd: | Total längd:            | 37:57 |

### Live in Lillehammer 1986
1. Dance Macabre
2. Black Metal
3. Procreation of the Wicked
4. Welcome to Hell

### Pure Fucking Armageddon(demo)
Studio
1. Voice of a Tortured Skull
2. Carnage
3. Ghoul
4. Black Metal (Total Death version)
5. Pure Fucking Armageddon

Unmixed
1. Mayhem
2. Ghoul
3. Pure Fucking Armageddon
4. Carnage